# Frederick Ellsworth Sickels
Frederick Ellsworth Sickels ou Sickles (Condado de Gloucester, 20 de setembro de 1819 — Kansas City, 8 de março de 1895) foi um inventor estadunidense.